# Vol dans les nuages
L'expression vol dans les nuages est principalement utilisé en relation avec le vol à voile.
Normalement, le vol à voile s'effectue en dehors des nuages, c'est-à-dire dans des conditions météorologiques de vol à vue (visual meteorological conditions, VMC ) ou selon les règles de vol à vue (visual flight rules, VFR). Si le planeur est équipé des instruments nécessaires et que le pilote a l'approbation appropriée, le vol peut également se poursuivre dans le nuage. L'orientation s'effectue alors exclusivement à l'aide des instruments. Les instruments gyroscopiques sont indispensables.
L'idée du vol des nuages est la suivante : un cumulus se forme généralement au-dessus d'un courant ascendant. Le courant ascendant ne s'arrête pas à la base du nuage, mais tend à devenir encore plus fort à l'intérieur du nuage. En vol à vue, cependant, la montée doit être arrêtée au plus tard à la base des nuages. Avec l'aide du vol dans les nuages, le vol peut se poursuivre dans le nuage et l'ensemble du nuage peut être escaladé. Cela donne une hauteur supplémentaire, ce qui peut être particulièrement utile pour glisser ensuite sur de plus grandes surfaces sans vent.
Avec les avions performants d'aujourd'hui, voler dans les nuages n'est plus guère nécessaire pour réussir un vol. Au contraire, les inconvénients l'emportent souvent sur les inconvénients : les bandes de courant ascendant sont moins facilement reconnues, les performances de plané sont moins bonnes en raison du givrage des ailes, une perte d'altitude importante dans la zone de courant descendant autour du nuage. En conséquence, le vol des nuages n'est plus répandu. Il n'est généralement utilisé que par les amoureux simplement pour le plaisir.
Max Kegel, pris dans un orage pour la 7e Compétition de vol à voile de la Rhön de 1926, a accidentellement effectué un vol dans les nuages, qui lui a valu de remporter le concours et lui a apporté une renommée internationale.

## Réglementation
Les réglementations concernant le vol dans les nuages avec des planeurs varient considérablement d'un pays à l'autre. Cela s'applique à tous les domaines, c'est-à-dire la formation et la licence du pilote, l'équipement minimum prescrit pour le planeur et les procédures à utiliser en vol.

### Exemples
- Royaume- Uni : Aucune licence requise, aucune autorisation requise.
- Allemagne, Suisse : licence spéciale de vol dans les nuages, vol dans les nuages autorisé uniquement avec l'autorisation du contrôle de la circulation aérienne.
- États- Unis : IFR-Motorflug-Lizenz complète requise, vol dans les nuages autorisé uniquement avec l'autorisation du contrôle de la circulation aérienne.
- France, Italie : interdit